# Хинолоны

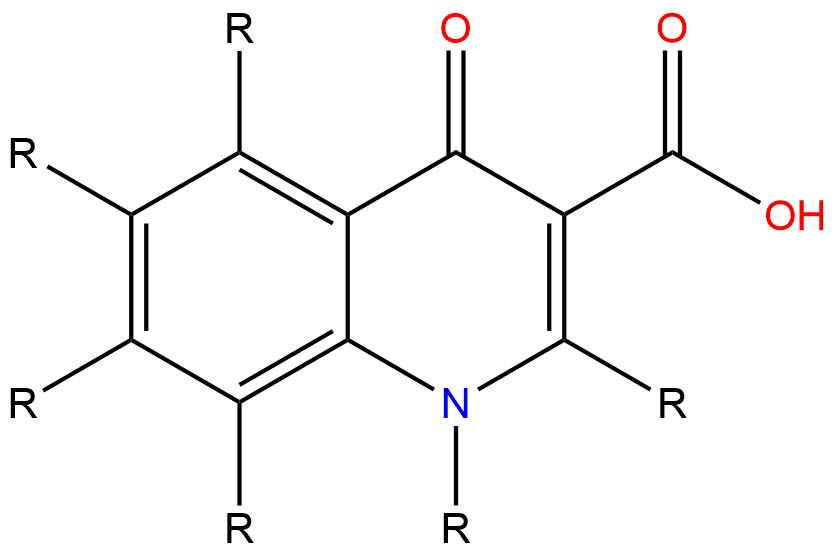
Общая структура хинолонов

Хинолоны — группа антибактериальных препаратов, также включающая фторхинолоны.
Хинолоны представляют собой группу синтетических антимикробных препаратов, оказывающих бактерицидное действие.
Механизм действия хинолонов заключается в ингибировании бактериальных ферментов ДНК-гиразы, топоизомераз II и IV, что приводит к нарушению репликации ДНК. Ингибирование ДНК-гиразы вызывает гибель бактерий (бактерицидный эффект).
Хинолоны подразделяют на 4 поколения:
1 поколение (нефторированные хинолоны) — налидиксовая, оксолиновая, пипемидовая кислоты;
2 поколение (грамотрицательные фторхинолоны) — норфлоксацин, офлоксацин, пефлоксацин, ципрофлоксацин;
3 поколение (респираторные фторхинолоны) — левофлоксацин, спарфлоксацин;
4 поколение (респираторно — антианаэробные фторхинолоны) — моксифлоксацин.
Побочные действия.
Среди них известны побочные действия, которые стали основным «обрамленным» замечанием FDA («Министерства здравоохранения и социальных служб США») в 2016 году. FDA пишет: «Обзор безопасности FDA показал, что фторхинолоны при системном использовании (например, таблетки, капсулы и инъекции) связаны с потенциально перманентными серьезными побочными эффектами, которые могут встречаться вместе. Эти побочные эффекты могут включать сухожилия, мышцы, суставах, нервах (периферическая невропатия) и центральной нервной системе».
Хинолоны связаны с небольшим риском возникновения тендинита и разрыва сухожилий. Обзор 2013 года показал, что частота травм сухожилия среди тех, кто принимает фторхинолоны, составляет от 0,08 до 0,2 %. Риск, по-видимому, выше среди людей старше 60 лет и тех, кто также принимает кортикостероиды. Кроме того, среди лиц мужского пола, имеющих суставную проблему или имеющих проблемы с почками, могут быть повышенный риск. Некоторые эксперты рекомендуют избегать применения фторхинолонов у спортсменов. Если возникает тендинит, он обычно появляется в течение одного месяца, и наиболее распространённым повреждённым сухожилием является ахиллово сухожилие. Причина не совсем понятна. Пострегистрационное наблюдение выявило ряд относительно редких, но серьёзных побочных эффектов, которые связаны со всеми членами класса антибиотиков фторхинолонов. Среди них проблемы сухожилий и обострение симптомов неврологического расстройства myasthenia gravis являются предметом «обрамленных» предупреждений в Соединённых Штатах.